# União Ciclista de Vila do Conde
A União Ciclista de Vila do Conde é uma equipa de ciclismo portuguesa, que atualmente apenas é de sub-23. A equipa foi fundada em 1998, na altura com a designação de ASC-Guilhabreu-Vila do Conde e foi profissional entre 2002 e 2007. Contudo, os dois últimos anos como equipa profissional, 2006 e 2007, a União Ciclista de Vila do Conde esteve associada ao Vitória SC de Guimarães, sendo a equipa conhecida por Vitória-ASC.  Esta foi uma equipa de Ciclismo de categoria UCI Continental e foi extinta em 2007.
Desde 2008 a União Ciclista de Vila do Conde continua associada ao Vitória de Guimarães mas apenas no ciclismo de estrada sub-23, sendo a sua designação mais comum ASC-Vitória-RTL.
Em 2012 a sua designação muda para ASC-KTM-Vitória começando nessa altura também a praticar a modalidade de BTT.
Mais tarde também foi criada a parceria ASC-Focus Team-Vila do Conde direcionada para a prática de BTT Cross-country.

## Ciclistas notáveis
Pela União Ciclista de Vila do Conde passaram alguns ciclistas portugueses notáveis, tais como:
- Sérgio Paulinho
- Sérgio Ribeiro
- Bruno Pires
- Bruno Neves
- Rui Costa
- José Mendes
- Daniel Silva
- Márcio Barbosa
- Bruno Lima
- João Cabreira
- Mário Costa